# 尼古拉·古米廖夫

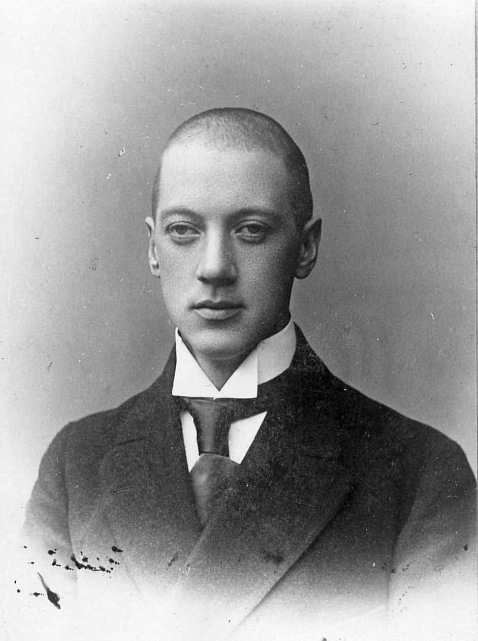
尼古拉·斯捷潘诺维奇·古米廖夫

尼古拉·斯捷潘諾維奇·古米廖夫（羅馬化：Nikolay Stepanovich Gumilyov；1886年4月15日—1921年8月26日），俄罗斯诗人，阿克梅派创始人之一。诗人阿赫玛托娃的前夫。

## 生平
1910年，古米廖夫与阿赫玛托娃结婚。
十月革命后不久的1920年，古米廖夫创立了全俄作家联盟。古米列夫毫不掩饰他的反共观点。他还在公开场合制作了十字架标志，并不掩饰他对半文盲的布尔什维克的蔑视。1921年8月3日，古米廖夫被全俄肅清反革命及怠工非常委員會逮捕，罪名是涉嫌参与一个并不存在的君主主义组织（称为“彼得格勒军事组织”）。8月24日，契卡下令处决该案的61名参与者，其中包括尼古拉·古米廖夫。8月26日，古米廖夫被执行枪决，行刑地点在圣彼得堡附近的科瓦列夫斯基森林。他的朋友兼作家马克西姆·高尔基匆匆赶到莫斯科，向列宁提出上诉，但未能救出古米廖夫。
古米廖夫的死刑使安娜·阿赫玛托娃和他们的儿子列夫·古米廖夫也受到牵连。在1930年代的大清洗中，列夫·尼古拉耶维奇·古米廖夫因不承认父亲有所谓的“历史问题”，也屡遭迫害，于1935年与1938年先后两次入狱。在古拉格度过了近20年。

## 文化遗产和影响
尽管古米廖夫被契卡处决，但是在1922年1月，他的作品《冈都拉》于在彼得格勒再次演出，虽然在小剧场上演，仍然取得了巨大的成功。这时，一名观众揭发该剧的作者，是已被处决的反革命分子，于是剧目被撤，剧院解散。
1934年2月，奥西普·曼德尔斯塔姆和阿赫玛托娃两人沿着莫斯科的一条街道行走时，曼德尔斯塔姆对阿赫玛托娃引用了《冈都拉》中的一句话“我准备去死”，她在《没有英雄的诗》中又重复了这句话。
虽然古米廖夫在苏联时代被禁，但他的《长颈鹿》、《河马》等诗歌仍广受欢迎，他的《迷路的电车》被认为是20世纪最伟大的诗歌之一。俄罗斯前卫摇滚乐队小悲剧的许多歌曲都使用了古米廖夫的诗歌，发行的四张专辑全都用了古米廖夫的诗名：《圣灵的太阳》、《瓷亭》、《回归》、《十字架》。
60年後才得到平反昭雪，1987年8月27日发现的4556号小行星以古米廖夫命名。
2016年，爱尔兰诗人和外交官菲利普·麦克唐纳出版了他的诗歌剧《贡德拉》的英文版本，并在爱尔兰巡演。

## 著作
1. ↑  确切日期直到2014年才确定下来，此前人们认为他于8月25日死亡。
2. ↑  .   [2023-11-08]. （原始内容存档于2023-11-08）.